# Tolata (plaats)
Tolata (Quechua: Tulata) is een kleine stad in het departement Cochabamba, Bolivia. Het is de hoofdplaats van de gelijknamige gemeente, gelegen in de Germán Jordán provincie. 
Bij de census van 2012 was ze naar aantal inwoners de 131ste stad van Bolivia. 

## Bevolking
| Jaar | Populatie |
| ---- | --------- |
| 1992 | 1.370     |
| 2001 | 2.207     |
| 2012 | 3.368     |